# 橡木桶洋酒
橡木桶洋酒（英語：drinks）為台灣連鎖洋酒專賣店，1993年成立。2008年於上海開設旗艦店。

## 外部連結
- 橡木桶洋酒 （页面存档备份，存于）
- 台灣公司資料 （页面存档备份，存于）
- 橡木桶洋酒的Facebook專頁
- 橡木桶洋酒的Instagram帳戶
- YouTube上的Drinks Taiwan酒黨雜誌頻道